# Penka Stojanowa
Penka Stefanowa Stojanowa, bułg. Пенка Стефанова Стоянова (ur. 21 stycznia 1950 w Karłowie, zm. 16 sierpnia 2019) – bułgarska koszykarka, reprezentantka kraju, dwukrotna medalistka olimpijska, dwukrotna medalistka mistrzostw Europy.
Uczestniczyła w turnieju eliminacyjnym do igrzysk olimpijskich w Montrealu, podczas którego zdobyła dla swojej drużyny 84 punkty. W turnieju olimpijskim w Montrealu zdobyła brązowy medal olimpijski. Rozegrała pięć spotkań – przeciwko reprezentacji Czechosłowacji (wygrana 67:66), Stanów Zjednoczonych (przegrana 79:95), ZSRR (przegrana 68:91), Japonii (wygrana 66:63) i Kanady (wygrana 85:62). W trakcie turnieju zdobyła 97 punktów.
Podczas kolejnych igrzysk olimpijskich, w 1980 roku w Moskwie, zdobyła srebrny medal olimpijski. W turnieju koszykówki rozegrała sześć spotkań – przeciwko reprezentacji Włoch (wygrana 102:65), ZSRR (przegrana 83:122), Kuby (wygrana 84:64), Węgier (wygrana 90:75) i Jugosławii (wygrana 81:79) w pierwszej fazie oraz ponownie przeciwko ZSRR w meczu finałowym (przegrana 73:104). W całym turnieju zdobyła dla swojej drużyny 87 punktów.
Ośmiokrotnie wzięła udział w mistrzostwach Europy – w 1972 roku zdobyła srebrny medal, w 1976 roku medal brązowy, w 1970 roku zajęła czwarte miejsce, w latach 1968, 1974, 1980 i 1981 miejsce piąte, a w 1978 roku miejsce siódme.